# Przystanek Olecko
Przystanek Olecko – nazwa cyklu spotkań artystycznych, ekologicznych, rekreacyjnych i integracyjnych, zainspirowana polskim tytułem amerykańskiego serialu „Przystanek Alaska, odbywających się w Olecku, którego pierwsza edycja miała miejsce w 1994 roku.
Całość trwa około tygodnia. W tym czasie odbywają się różnego rodzaju warsztaty, konkursy i występy. Piątek i sobota to koncerty gwiazd.
„Przystanek Olecko” to również „Fiesta Borealis – Święto Młodej Muzyki na Północy”, czyli konkurs zespołów grających alternatywnego rocka. Laureaci konkursów: Kombajn do Zbierania Kur po Wioskach, Chwilowo, Freak of nature, Kości, Leonoff, Hair in the sink, Transmisja, Światło, Nie po drodze, Zero 85, SenSorry

## Poszczególne edycje Przystanku Olecko[2]
| Edycja                | Data                            | Największe gwiazdy, główne wydarzenia |
| --------------------- | ------------------------------- | --- |
| 1. Przystanek Olecko  | 1994                            | – koncerty: Jerzy Junior Stachura, Bogdan Szczepański " Jan Kondrak", Kwartet Jorgi, Po Drodze, Raz, dwa, trzy |
| 2. Przystanek Olecko  | 1995                            | – koncerty: Kwartet Jorgi, Dzień Narodzin, Helena Mieszkuniec, Tak czy Owak, Marek Gałązka i Grupa Po Drodze, Lech Janerka, Bakszysz, Big Cyc, Frank Rubel, Tribc, Orkiestra Na Zdrowie, White Garden, Open Folk i Tancerze, Mamadou Diouf & Kinior, Voo Voo, Pejzaż, Orkiestra Na Zdrowie |
| 3. Przystanek Olecko  | 18 lipca – 3 sierpnia 1996 roku | - Główne: Raz Dwa Trzy - Radio Białystok z wizytą na Przystanku Olecko – koncert: Carrantuohill, The Bumpers - koncert „Polana Całej Jaskrawości”: Tadeusz Woźniak, John Porter, Firebirds |
| 4. Przystanek Olecko  | 28 lipca – 2 sierpnia 1997 roku | - Zabawa pod nieboskłonem – koncert Big Cyc, Swawolny Dyzio, Obstawa Prezydenta (dzień pierwszy) - Zabawa pod nieboskłonem – Elektryczne Gitary, Night Come i Frank Rubel (dzień drugi) |
| 5. Przystanek Olecko  | 1998                            | – koncerty: Golden Life, Piasek, Lady Pank, Artur Gadowski, Oddział Zamknięty, Perfect |
| 6. Przystanek Olecko  | 1999                            | – koncerty: Kazik i jego przyjaciele, Sandales, Robert Gawliński, Urszula, Kult, ONA, Republika |
| 7. Przystanek Olecko  | 24 – 30 lipca 2000 roku         | Przystankowo-Odlotowy Muzyczno-Manewrowy: - Golec uOrkiestra, Paweł Kukiz i zespół Piersi (dzień pierwszy) - T.Love, Krzysztof „Kasa” Kasowski (dzień drugi) - Hey, Lady Pank (dzień trzeci) - Porter Band, Maanam (dzień czwarty) |
| 8. Przystanek Olecko  | 22 – 29 lipca 2001 roku         | - szanty: Press Gang, Czerwony Tulipan Przystankowo-Odlotowy Muzyczno-Manewrowy: - Wniebowcięci, Brathanki (dzień pierwszy) - Kazik Staszewski, Kazik Staszewski śpiewa Kurta Weilla, El Doopa (dzień drugi) - Golden Life, Voo Voo (dzień trzeci) - Shannon, Kayah (dzień czwarty) |
| 9. Przystanek Olecko  | 22 – 28 lipca 2002 roku         | - Folkowo-Rockowy Zawrót Głowy: Harlem, Shannon, Banaszak & The Best, Akurat, Rzepczyno - Przystanek Pół-Śmiechu – wieczór kabaretowy Wystąpiły kabarety: “Jurki”, “Ciach”, “Szum”, “Słuchajcie” oraz uczestnicy warsztatów kabaretowych i piosenkarskich - Koncert w Amfiteatrze nad Jeziorem: “Przystanek Pieśni” – OGRÓD WISZĄCY – PIEŚNIARZE ŚWIATA. W programie piosenki m.in. J. Brela, G. Brassensa, L. Cohena, B. Dylana, W. Wysockiego, J. Lennona, E. Stachury i innych. Wystąpili: Jan Kondrak, Piotr Selim, Paweł Odorowicz, Marcin Gałązka, Filip Gałązka, Patryk Stachura, Piotr Bakal, Jola Sip, Marek Andrzejewski, Jacek Musiatowicz, Sambor Dudziński, Tomasz Olszewski, Graham Crawford (Wielka Brytania), Wiktor Szałkiewicz (Białoruś) Marek Gałązka i inni. |
| 10. Przystanek Olecko | 14 – 27 lipca 2003 roku         | - Gwiazdy Fiesty Borealis: Ścianka, Komety, Fnag, Brygada Kryzys - Koncerty na Placu Wolności: Habakuk, Same nazwiska, Kontraburger, Afropol - „Morze” – koncert muzyki jazzowej i alternatywnej – Stanisław Sojka, Tymon Tymański Band Wielka Scena nad Jeziorem Olecko Wielkie: - Blue Café, Myslovitz (dzień pierwszy) - Lady Pank Day – wielki zlot fanów zespołu Lady Pank, wraz z zespołem wystąpili goście m.in. Paweł Kukiz (dzień drugi) |
| 11. Przystanek Olecko | 24 – 31 lipca 2004 roku         | - Koncerty na Placu Wolności: Piotr Bukartyk i zespół Sekcja, Bakshish, Tadeusz Nalepa, Michał Milowicz Scena Polana: - Ewelina Flinta, Perfect (dzień pierwszy) - Harlem, Bajm (dzień drugi) |
| 12. Przystanek Olecko | 15 – 30 lipca 2005 roku         | - 15 – 21 lipca – Przystanek Kino, 29 – 30 lipca – Przystanek Teatr - Przystanek Burmistrza: Wniebowcięci, Princess, Pidżama Porno Przystanek Koncertowy: - Noexit, M.r.o.w.i.s.k.o., IRA, Kasia Kowalska (dzień pierwszy) - Faya, Positive, Serenghetti, Ptaky, Kombii (dzień drugi) |
| 13. Przystanek Olecko | 24 – 29 lipca 2006 roku         | - Przystanek Burmistrza: Wniebowcięci, Patrycja Markowska Przystanek Koncertowy: - Goya, De Mono (dzień pierwszy) - Szymon Wydra z zespołem Carpe Diem, Doda z zespołem Virgin (dzień drugi) |
| 14. Przystanek Olecko | 20 – 28 lipca 2007 roku         | - Princes, Revival Band, Big Cyc (dzień pierwszy) - Wniebowcięci, Tymon Tymański & Transistors, Lady Pank – koncert z okazji 25-lecia istnienia zespołu (dzień drugi) |
| 15. Przystanek Olecko | 7 – 26 lipca 2008 roku          | - 21 – 26 lipca – warsztaty twórcze Zajezdnia - Koncerty na Placu Wolności: Plateau, Carrantuohill, Czerwony Tulipan, Orkiestra Dni Naszych, EastWest Rockers, Vavamuffin, Raz Dwa Trzy, Jose Torres, Night Come, Maciej Maleńczuk i Psychodancing - Koncerty w Klubie Cooltura: Kawałek Kulki, Płyny, Waldemar Snarski, Zbigniew Sieńczuk, Nocny Patrol - Odbyły się również pokazy filmów „Królewna Śnieżka i siedmiu krasnoludków – historia prawdziwa” oraz „Labirynt Fauna” na świeżym powietrzu - Spektakle plenerowe – „Nauka Latania” teatru Strafa Ciszy oraz finał projektu teatralnego „Mazurska Fuzja” |
| 16. Przystanek Olecko | 27 lipca – 1 sierpnia 2009 roku | - Koncerty na Placu Wolności: Żywiołak, Kapela ze Wsi Warszawa, Arka Noego, Sandaless, Natural Dread Killaz, Jamal, Paweł Kukiz z zespołem Piersi - Koncerty w Klubie Cooltura: Transsexdisco, De.Facto, Popsysze, Deer haed on the wall, Lebioda, Electrolloyd - Kabaret Hrabi w sali kina „Mazur” - plenerowy spektakl teatralny „Garby” – finał projektu warsztatowego „Mazurska Fuzja 2009” - plenerowy spektakl teatralny „Eclipse – w poszukiwaniu wspólnych korzeni” (teatry z Milanówka, Niemiec i Ukrainy) |
| 17. Przystanek Olecko | 19 – 22 lipca 2010 roku         | – koncert „Muzyczne przesłania”, sala kina „Mazur”. W programie miniatury wiolonczelowe w wykonaniu Katarzyny Owen – pierwszej wiolonczelistki Orkiestry „New York”; akompaniament fortepianowy – Dariusz Michałowski – koncert Gaba Kulka – Horn Oktet (koncert na 8 rogów) |
| 18. Przystanek Olecko | 11 – 23 lipca 2011 roku         | –koncert ANITA LIPNICKA & JOHN PORTER, ABRADAB, INDIOS BRAVOS, BUBLICZKI, GRIZZLE, POMORZANIE, BIFF, SAMBOR DUDZIŃSKI, ŚWIT ŻYWYCH MUZYKÓW |
| 19. Przystanek Olecko | 20 – 21 lipca 2012 roku         | – koncert zespołu ACOUSTIC ACROBATS, KWARTET JORGI – pokaz filmów z Pierwszych Przystanków Olecko – koncert zespołu TABU, SIDNEYA POLAKA, Tallib & Sztoss sound system, JEDYNA MAŚĆ |
| 20. Przystanek Olecko | 18 – 21 lipca 2013 roku         | – koncert zespołów ZIYO, KOBRANOCKA, TILT, LADY PANK, MAKE PROGRESS, DUBSKA, JAFIA NAMUEL, MEADOW QUARTET, MARCINA WYROSTKA z zespołem TANGO CORAZON QUINTET, MOTION TRIO |
| 21. Przystanek Olecko | 18 – 20 lipca 2014 roku         | – Koncerty zespołów: Sztywny Pal Azji, Vavamuffin, Myslovitz, Legarytmy, Kaliber 44, Hey, Starlight Searchers, Jacek Królik Band |
| 22. Przystanek Olecko | 17 – 19 lipca 2015 roku         | – Koncerty: Natalia Przybysz, Łąki Łan, Elektryczne Gitary, Janusz Panasewicz – solo, Kazik & Kwartet Proforma, DAAB, Maciej Fortuna, New Bone, Sokół Orchester |
| 23. Przystanek Olecko | 22 – 23 lipca 2016 roku         | – Koncerty: VIDEO, GRUBSON, ØRGANEK, MJUT, BIG DAY, WILKI |
| 24. Przystanek Olecko | 21 – 23 lipca 2017 roku         | – Koncerty: Trudna Młodzież, Mesajah, happysad, Reggaeside, Luxtorpeda, T.Love |
| 25. Przystanek Olecko | 19 – 21 lipca 2018 roku         | – Odsłonięcie ławeczki Janusza Panasewicza – Koncerty: Trudna Młodzież, Sławomir, O.S.T.R, Lady Pank, Ilusion, Sebastian Riedel & CREE, Bethel |
| 26. Przystanek Olecko | 15 – 21 lipca 2019 roku         | – Koncerty: Lombard, Big Cyc, Maleo Reggae Rockers, Enej, Strachy na Lachy, Nielegalne Słowa Prawdy |
| 27. Przystanek Olecko | 20 – 25 lipca 2020 roku         | Podczas 27. Przystanku Olecko po raz pierwszy od 1994 roku nie odbył się żaden koncert. Sytuacja ta została spowodowana poprzez sytuacje epidemiczną w Polsce związaną z COVID-19 |
| 28. Przystanek Olecko | 19 – 25 lipca 2021 roku         | – Koncerty: Kult, Lady Pank, Łydka Grubasa, Kundle, Dary Lasu |